# Municipio de Atchison
El municipio de Atchison (en inglés: Atchison Township) es un municipio ubicado en el condado de Nodaway en el estado estadounidense de Misuri. En el año 2010 tenía una población de 400 habitantes y una densidad poblacional de 2,78 personas por km².

## Geografía
El municipio de Atchison se encuentra ubicado en las coordenadas 40°31′39″N 94°58′33″O / 40.52750, -94.97583. Según la Oficina del Censo de los Estados Unidos, el municipio tiene una superficie total de 144.04 km², de la cual 143,81 km² corresponden a tierra firme y (0,16 %) 0,23 km² es agua.

## Demografía
Según el censo de 2010, había 400 personas residiendo en el municipio de Atchison. La densidad de población era de 2,78 hab./km². De los 400 habitantes, el municipio de Atchison estaba compuesto por el 99 % blancos, el 0,5 % eran amerindios y el 0,5 % eran de una mezcla de razas. Del total de la población el 0 % eran hispanos o latinos de cualquier raza.